# كيفن سانتاماريا
كيفن سانتاماريا (بالإسبانية: Kevin Santamaria) هو لاعب كرة قدم سلفادوري في مركز الوسط، ولد في 11 يناير 1991 في سانتا تكلا، السلفادور في السلفادور. شارك مع منتخب السلفادور لكرة القدم. أما مع النوادي، فقد لعب مع ميونيسيبال.

## وصلات خارجية
- كيفن سانتاماريا على موقع قاعدة بيانات كرة القدم.إي يو (الإنجليزية)
- كيفن سانتاماريا على موقع ناشيونال فوتبول تيمز (الإنجليزية)
- كيفن سانتاماريا على موقع Soccerway.com (الإنجليزية)